# 実行意図
実行意図（じっこういと、英: Implementation Intention）はもし-ならば計画（if-then）の形式の戦略であり、より良い目標達成につながるだけでなく、有用な習慣や問題行動の修正を作り出すことができる自己調整方法である。これは目標意図に従属し、目標指向行動のいつ、どこで、どのようにの部分を特定する。
基本的な定式化において、実行意図は人がより効果的かつ持続的に目標（例えば、個人関係の改善）に向かって反応できる日常的な状況に対応し、この技術は、ほとんどの人が具体的で達成可能な目標や計画を定義することに問題はないが、目標達成に非常に効果的な行動を取る状況を特定することに苦労するという事実を認識している。
もし-ならば計画は習慣を作り出すが、重要な違いはこの技術が意識的に習慣を作り出すことである。それぞれのもし-ならば計画は新しい習慣を作り出し、それが次第にユーザーの生活の一つまたは複数の側面を改善する。
実行意図の概念は1999年に心理学者のピーター・ゴルヴィッツァーによって導入された。ゴルヴィッツァーが1997年とそれ以前に行った研究では、実行意図の使用によって、特定の将来のイベントや手がかりに対して特定の望ましい目標指向行動を事前に決定することにより、成功する目標達成の確率が高くなることが示されている。

## 歴史
実行意図の概念は1980年代後半から1990年代にかけての目標追求に関する研究から生まれた。発展する研究は「意図と行動の間の相関は控えめであり、意図は行動の分散のわずか20%から30%しか説明しない」ことを示唆している。強い意図（「私は強くXをするつもりだ」）は弱い意図よりも実現される頻度が高いことが観察された。過去の行動は、目標意図と比較された場合、依然として人の将来の行動のより良い予測因子である傾向があった。研究はまた、弱い意図-行動関係は、人々が良い意図を持っているが、それに基づいて行動することに失敗するという結果であることを示唆した。
これにより、人々の良い意図をより効果的に望ましい目標を達成するための方法を決定するのに役立つ研究が増加した。新たな研究は、成功した目標達成は部分的に目標設定基準がどのように枠組みされるかに起因するという概念を提案した。例えば、設定された目標が挑戦的かつ具体的である場合、挑戦的だが曖昧な目標（目標特異性効果として知られる）と比較して、人はより良いパフォーマンスを示す。新たな研究はまた、目標近接効果（近位目標は遠位目標よりも良いパフォーマンスにつながる）を示唆している。実行意図の戦略はこれらの発見に基づいて開発された。

## 概念
人々は一般的に肯定的な意図を持っているが、それに基づいて行動することに失敗することが多い。問題は、設定された目標意図がどのように確実に望ましい目標指向行動につながり、それらの目標の達成につながるかである。実行意図はそのような問題に対する実用的な解決策を提供する。
目標を達成するには、特定の目標指向行動が確立される必要があるが、人々はこれらの行動を開始または維持することに失敗することが多い。目標指向行動を開始および維持する問題は、実行意図プロセスを使用することで対処できる。このもし-ならば計画は、目標意図と比較してより具体的なアプローチである。目標意図は次のように表現されることがある：「私はXに到達したい！」一方、実行意図ははるかに具体的であり、将来の重要な状況（目標達成の機会）と特定の目標指向行動を結び付けることを求め、それによって目標達成の自動化と呼べるものにつながる。それらはしばしば次のように表現される：「状況Xが発生したとき、私は反応Yを実行する！」。目標意図がより一般的で抽象的であるのに対し、実行意図ははるかに具体的で手続き的である。
特定の状況を含む具体的な計画を立てることで、その状況は精神的に表現され活性化され、重要な状況に関するより良い知覚、注意、および記憶につながる。その結果、選択された目標指向行動（計画のならば部分）は、意識的な努力なしに自動的かつ効率的に実行される。将来の状況または手がかりに対する行動の自動化により、そのような重要な状況が発生したときに意思決定者の躊躇や熟考がなくなる。これにはまた、他の精神的処理タスクのための認知リソースを解放する効果があり、また目標を脅かす妨害や競合する目標を避けることができる。実行意図はいったん設定されると、無意識的に機能し続けると仮定されている。このプロセスは戦略的自動性と呼ばれる。
設定された計画と目標の両方に関連するコミットメントの強さは、実行意図が人々の行動に影響を与えるために非常に重要である。コミットメントがなければ、実行意図は目標指向行動にほとんど影響を与えない。
行動の段階モデルでは、実行意図の使用は決定後の段階（実行的マインドセット、意志が行動の原動力）で行われ、これは決定前の段階（熟慮的マインドセット、動機づけが目標設定の原動力）に続く。実行的マインドセットでは、人はすでに目標にコミットしており、実行意図はこの目標に到達するための良い戦略となる。

### 実践において
通常、ユーザーはまず、小さいが頻繁な行動で対処できる問題のリストを収集する。いくつかの例：
人は帰宅し、寝るのに十分疲れるまでテレビを見る。その結果、家事は週末まで延期され、明らかな嫌悪感とともに行われる。
解決策は次のようになる：
もし私が19:00より前に帰宅したならば、私はすぐに15分間部屋を掃除する。
私は午後の早い時間に疲れを感じる。私は昼休みを机で過ごし、もう少し身体活動ができるとよい。
もし12:30になったらならば、私は最寄りの店まで歩いておやつを買う。
ならば文は、もし節が満たされるときに例外なく厳密に適用される。ユーザーが例外が正当化されるかどうかを熟考する必要がある場合、それは認知的負担を増やし、したがって目標を達成する上で有害となる可能性がある。
もし-ならば計画は時間の経過とともに修正することができる。これは例えば、被験者の日常生活の変化により、ならば反応を引き起こすもし状況の量が減少した場合に発生する。その後、新しい計画を立てることができる。
この技術の意図は、長期的に状況を改善する明確に定義された短い行動にユーザーを向けさせ、意思決定の負担を軽減することであるため、ならば節は目標や問題行動自体に言及すべきではない。

## 理論
個人に積極的に計画を立てるよう促すことで、計画に従う可能性が高まる。効果的な計画プロンプトは、人々がいつ、どこで、どのように意図に基づいて行動できるかを考慮するよう導く。計画作成を促進することは、いくつかの理由で行動の実行を増加させるのに役立つ。第一に、物流上の障害を考慮し、それらを回避するための具体的な戦術を開発するのに役立つ。第二に、このプロセスは、タスクに必要な時間を過小評価する可能性を減らすのに役立つ。第三に、計画作成は人々が行動を覚えるのに役立つ。最後に、行動計画の形成は行動へのコミットメントとして機能する。研究によれば、コミットメントを破ることは不快感を生じさせる。そのため、計画は特に他の人へのコミットメントとして作成されるときに効果的である。
トッド・ロジャース、キャサリン・L・ミルクマン、レスリー・K・ジョン、マイケル・I・ノートン（2015）は、計画プロンプトの使用が最も効果的な以下の状況を提案している：
- 強い意図がすでに存在するとき
- これらの意図が内発的に動機づけられているとき
- 少なくともいくつかの障害が存在するとき
- 現在の計画が存在しないとき
- 行動を忘れるリスクが高いとき
- 行動のための時間枠が有限であるとき
- 計画が人々に行動の特定の障壁を考慮させるとき
- 行動のための特定の将来の時間があるとき
- 人々が実装の詳細について具体的に考えることができるとき
- 計画を公に共有する機会があるとき
- 複数の目標ではなく単一の目標のための計画であるとき
- 予期せぬ行動の瞬間が生じる可能性が低いとき

## 実証的支持
実行意図は、研究調査が示すように、長年にわたり個人が標的とされた特定の目標を達成するのに非常に成功している。

### 投票計画
実行意図は投票率を高めるのに役立つ。デイビッド・W・ニッカーソンとトッド・ロジャース（2010）による研究では、高い顕著性のある選挙で投票計画の作成を促進する実行意図の電話を受けた有権者の方が投票する可能性が高いことがわかった。実行意図の電話スクリプトで連絡を受けた有権者には、計画作成を促進するための3つの質問が行われた：何時に投票するか、どこから投票所に行くか、そして投票の直前に何をしているかである。この電話スクリプトで連絡を受けた有権者は、連絡を受けなかった有権者よりも4.1パーセントポイント投票する可能性が高かった。

### インフルエンザ予防接種
計画プロンプトは、個人がインフルエンザ予防接種を受ける可能性も高める。キャサリン・L・ミルクマン、ジョン・ベシアーズ、ジェームズ・J・チョイ、デイビッド・レイブソン、およびブリジット・C・マドリアン（2011）が実施した研究では、中西部の会社の従業員がランダムに割り当てられ、インフルエンザ予防接種を受ける日時を書き留めるよう促すメールを受け取り、残りの従業員はクリニック情報のみが記載された手紙を受け取った。計画作成の手紙を受け取った人は、インフルエンザ予防接種を受ける可能性が4パーセントポイント高かった。

### 身体的健康目標
実行意図は、健康促進（例：バランスの取れた栄養豊富な食事）や疾病予防（例：毎日の運動）など、即時的なコストと長期的な報酬のみがある不快な目標追求において特に効果的であることが分かっている。次の月に乳房自己検査を行うという目標を設定した女性のうち、実行意図を形成するよう誘導された女性の100%が実際にそれを行ったのに対し、実行意図を形成するよう誘導されなかった女性は53%であった。
体重減少に対する実行意図の効果を調査した2か月間の研究では、18歳から76歳までの肥満女性に、食事と運動に関する具体的な実行意図（例：いつ、どこで、何を食べるか；どこで、いつ、どのように運動するか）を作成するよう指示するか、単に健康、食事、ストレス関連のグループミーティングに参加するよう指示した。具体的な実行意図を作成するよう求められた女性は平均4.2kgの減量に成功したのに対し、毎週のグループミーティングに参加しただけの女性は2か月間で平均わずか2.1kgの減量しかなかった。
別の例では、若年成人層の果物と野菜の摂取量を増やすことを目的とした研究があった。「もし-ならば」実行意図を作成した参加者は、より包括的でより具体性の低い実行意図を作成した参加者と比較して、（1週間の期間で）1日あたり半分の量の果物と野菜の摂取量を大幅に増やした（約0.31の量に対して）。

### 感情調節
2009年、シュヴァイガー・ガロ、カイル、ゴルヴィッツァー、ロックストロー、マカロックは、感情反応性を調節する実行意図の有効性に対処するためのもう一つの研究を発表した。
2つの研究では、嫌悪感（研究1）と恐怖（研究2）を引き起こす刺激が、3つの異なるセルフコントロール指示を受けた参加者によって見られた：
1. 最初のグループには、恐怖や嫌悪を経験しないという単純な目標意図が与えられ、「私は怖がらない」と信じるように言われた。
2. 2番目のグループには、最初の目標意図に加えて実行意図が与えられ、「そしてもし私がクモを見たら、私は落ち着いてリラックスする」と信じるように言われた。
3. 3番目のグループは対照群（英語版）として自己調整なしであり、イベントの前に指示を受けなかった。

嫌悪感は適用される文献においてほぼ普遍的に基本的な感情と考えられているため選ばれた。恐怖は、パニック障害や恐怖症などの不安障害が一般的であり、多くの人々の生活に影響を与えるため選ばれた。参加者は、経験した覚醒を評価することにより、引き起こされた感情の強度を報告した。3つのグループのうち、実行意図の参加者である2番目のグループだけが、他の2つのグループと比較して嫌悪感と恐怖反応を減少させることに成功した。
これらの結果は、単純な目標意図を使用した自己調整が即時的で強い感情反応を調節する必要がある場合に問題になる可能性があるという考えを支持しているが、実行意図はセルフコントロールのための効果的なツールであると思われる。
実行意図は、ステレオタイプ的信念と偏見的感情の自動的な活性化を抑制する。より最近の研究では、実行意図の使用が新しい知人との交流だけでなく、異人種間の交流にも適用された。新しい知人との交流は不安に満ちており、長期的な接触への関心と欲求を低下させる可能性があるという考え方がある。研究によると、実行意図は不安を引き起こす交流中の持続的な接触への関心を実際に高め、また異人種間の交流を予測した場合の対人距離をより密接にすることが分かった。結果はまた、不安自体は実行意図によって減少しなかったが、むしろ実行意図が社会的交流中の不安の否定的な影響から個人を守ったことを示唆している。

## メカニズム
概念の初期の発展は、実行意図が予想される状況の精神的表現を高度に活性化させ、したがって容易にアクセス可能にすることを示唆している。手がかりまたは将来の状況と事前に決定された行動または反応との間の関係が強ければ強いほど、望ましい目標指向行動を開始する成功が大きくなる。将来の行動のすべての要素が事前に決定されているため（例：いつ、どこで、どのように）、上記の手がかりと行動の間の関連性と関係は時間とともに自動化される。つまり、行動の開始は即時的、効率的になり、意識的な意図を必要としない。より簡潔な説明では、実行意図は行動開始を自動化する。
概念のより現代的な発展は、実行意図の開始的側面だけでなく、行動維持のより長期的な現象と実行意図の関連性も検討している。研究は、実行意図が手がかりと行動の間の関連だけでなく、将来を計画する行為がこの現象の基礎として機能することを示唆している。パピエスらによって実施された実験は、実行意図と手がかり-行動関連の学習の両方による目標達成率を調査した。最初は、両方のアプローチが同じ目標達成率につながったが、1週間後には実行意図の効果のみが維持されていた。これは、実行意図が初期の研究で考えられていたような単純な手がかり-行動関連よりも複雑なメカニズムに依存しているという考えを裏付ける証拠となる。

## 実行意図と目標保護
目標追求の開始に関連する質問をより良く理解するために、実行意図に関する大量の研究が行われてきた。残念ながら、進行中の目標追求の保護に関する以前の研究はその研究では無視されてきた。
この質問に関する一つの研究はゴルヴィッツァー、シーランによって報告された。その研究では、実行意図は渇望やジャンクフードへの渇望、気を散らす考えなど、望ましくない考えや感情から目標追求を保護するのにも役立つことが示された。ダイエット（研究1）とスポーツでのパフォーマンス（研究2）に関する2つのフィールド実験は、進行中の目標追求を保護することに対する実行意図の有意な肯定的影響があることを示している。実行意図を形成した参加者は、長期的なダイエットだけでなく、テニスの試合での集中力とパフォーマンスにおいてもより成功した。「もし-ならば計画」の焦点は、気を散らす考えの防止と認知的、動機的、感情的な目標追求の障壁の効率的な達成である。
これらの研究は人工的な研究室の外の「日常的な」状況で行われたため、高い外部妥当性を持ち、ゆえに日常生活における実行意図の重要性と意義を示している。

## 限界
セオドア・A・パワーズらが報告したように、実行意図は社会的に規定された完璧主義が高い人々のパフォーマンスに否定的な影響を与えるようである。